# دومينيكو كريتشيتو
دومينيكو كريتشيتو (بالإيطالية: Domenico Criscito)‏ لاعب كرة قدم إيطالي يلعب حاليا لصالح نادي الدرجة الأولى جنوى الإيطالي منذ 2009 في مركز الظهير الأيسر .

## مسيرته الكروية
لعب دومينيكو كريتشيتو خلال مسيرته الاحترافية مع 3 أندية في ثمانية عشر موسمًا وسجل خلالها 26 هدفًا ضمن 350 مباراة. حيث فاز في موسم واحد بالكأس وموسمين بالدوري.
خاض دومينيكو كريتشيتو مسيرته مع نادي جنوى في موسم 2002–03 في المرة الأولى لمدة موسم واحد ثم في موسم 2006–07 ليلعب معه ستة مواسم ثم في موسم 2018–19 لمدة موسم واحد، مشاركًا طوالها في 187 مباراة سجل خلالها 11 هدفًا. ثم انتقل إلى نادي يوفنتوس في موسم 2004–05 واستمر معه طيلة ثلاثة مواسم، حيث شارك في 8 مباريات ولم يسجل أي هدف. لينتقل بعدها إلى نادي زينيت سانت بطرسبرغ في موسم 2011–12 ليلعب معه سبعة مواسم، مشاركًا في 155 مباراة سجل خلالها 15 هدفًا.

## روابط خارجية
- دومينيكو كريشيتو على موقع الاتحاد الدولي (مؤرشف)  (الإنجليزية)
- دومينيكو كريشيتو على موقع الاتحاد الأوربي (الإنجليزية)
- دومينيكو كريشيتو على موقع الدوري الأمريكي (الإنجليزية)
- دومينيكو كريشيتو على موقع قاعدة بيانات كرة القدم.إي يو (الإنجليزية)
- دومينيكو كريشيتو على موقع بيانات كرة القدم. دي إي (الألمانية)
- دومينيكو كريشيتو على موقع ناشيونال فوتبول تيمز (الإنجليزية)
- دومينيكو كريشيتو على موقع Soccerway.com (الإنجليزية)
- دومينيكو كريشيتو على موقع عالم كرة القدم.نت (الإنجليزية)
- دومينيكو كريشيتو على موقع كووورة
- دومينيكو كريشيتو على موقع أوليمبيديا (الإنجليزية)